# Heterobranchus isopterus
Heterobranchus isopterus är en fiskart som beskrevs av Bleeker, 1863. Heterobranchus isopterus ingår i släktet Heterobranchus och familjen Clariidae. IUCN kategoriserar arten globalt som livskraftig. Inga underarter finns listade i Catalogue of Life.